# Centre Culturel et Sportif
Centre Culturel et Sportif – wielofunkcyjny stadion w Saint Pierre w Saint-Pierre i Miquelon. Jest obecnie używany głównie dla meczów piłki nożnej oraz zawodów lekkoatletycznych.